# Tipula parviloba
Tipula parviloba är en tvåvingeart som beskrevs av Alexander 1929. Tipula parviloba ingår i släktet Tipula och familjen storharkrankar. Inga underarter finns listade i Catalogue of Life.